# Дубицкас, Эдгарас
Эдгарас Дубицкас (лит. Edgaras Dubickas; 9 июля 1998, Мариямполе, Литва) — литовский футболист, нападающий итальянского клуба «Пьяченца» и национальной сборной Литвы.

## Биография

### Клубная карьера
До 2018 года принадлежал клубу «Швитурис». В 2016 году был взят в годичную аренду итальянским клубом «Кротоне», где отыграл сезон за молодёжную команду. Следующий сезон также провёл в аренде в клубе итальянской Серии С «Лечче». В течение сезона Дубицкас сыграл в 14 матчах и забил 1 гол, а его команда стала победителем зоны «С» (Юг) и вышла в серию В. После окончания аренды «Лечче» предложил игроку полноценный контракт. В первой части следующего сезона Дубицкас сыграл в двух матчах, а зимой был отдан в аренду до конца сезона в клуб Серии С «Сикула Леонцио». По итогам сезона «Лечче» занял второе место в Серии В и перешёл в высшую лигу. 25 ноября 2019 года Дубицкас дебютировал в Серии А, появившись на замену на 88-й минуте в домашнем матче против «Кальяри».
После скитаний по арендам в итальянские клубы в июле 2021 года игрок перешёл в «Пьяченцу». 22 августа 2021 года дебютировал за клуб в Кубке Италии против «Реджаны». 13 сентября 2021 года забил свой первый гол за итальянский клуб против «Триестина».

### Карьера в сборной
С 2017 года выступал за молодёжную сборную Литвы. 
В 2021 году был вызван в национальную сборную Литвы. Дебютировал в товарищеском матче против Испании.
Принимал участие в квалификационных матчах на Чемпионат мира по футболу 2022 года.

## Достижения
«Лечче»
- Победитель Серии С: 2017/18 (зона С)